# Hwasong-14
Il Hwasong-14 (KN-20) (《화성-14》형?, 火星 14型LR, Mars Type 14MR) è un missile balistico intercontinentale nordcoreano, testato con successo il 4 luglio 2017. La sua gittata operativa è stimata in 6.700-10.000 km.